# Едвард Гјерек
Едвард Гјерек (Парабка, 6. јануар 1913 — Ћешин, 29. јул 2001) је био први секретар Пољске уједињене радничке партије од 1970. до 1980. године.

## Биографија
Рођен је у сиромашном селу у индустријској пољској регији Сосновјеца. Када је имао само 4 године, отац му је погинуо у рударској несрећи у Шлезији и Гјерек са мајком која се преудала емигрира у Француску. Са 17 година придружио Француској комунистичкој партији у којој је био активан и толико успешан у организовању штрајкова да су га француске власти 1934. године депортовале у Пољску. Након одслуженог војног рока, Гјерек се жени и одлази у Белгију 1937. године, где је радио у руднику угља у околини Гента.

## Политичка каријера
Током Другог светског рата био је активиста Белгијске комунистичке партије и имао репутацију вође групе Пољака антинацистичког подземља. После рата Гјерек се са женом и децом вратио у Пољску, у Катовице, где се придружио комунистима Пољске уједињене радничке партије. Године 1954. именован је за директора одељења пољске тешке индустрије, а две године касније ушао је у једанаесточлани Политбиро. Када су почели нереди индустријских радника у знак протеста због значајног раста цена хране уочи Божићних празника 1970. године, Гјерек је од Гомулке преузео место првог секретара Централног комитета странке уз обећање да ће побољшати материјалну ситуацију и преиспитати економску политику. Увео је бројне реформе, укључујући отварање пољског тржишта за западне производе, већу слободу за путовања Пољака у иностранство и смањење непотизма у странци. Иако су такве промене биле популарне, пољска економија наставила је да посрће. Западни кредити су лоше потрошени, што је довело до спољног дуга од око 40 милијарди долара и растуће инфлације. Септембра 1980. године Гјерек је, суочен са избијањам радничких демонстрација, изгубио место првог секретара, а следеће године био је искључен из странке. Наследио га је Станислав Каниа.

## Остало
Године 1973. Едвард Гјерек је постао почасни грађанин Београда.